# Olympique de Marseille 2015-2016
Questa voce raccoglie le informazioni riguardanti l'Olympique de Marseille nelle competizioni ufficiali della stagione 2015-2016.

## Stagione
L'8 agosto, dopo la sconfitta rimediata nella prima partita di campionato contro il Caen, Marcelo Bielsa rassegna le dimissioni dalla carica di allenatore. L'interim della squadra viene momentaneamente affidato a Franck Passi.
Il 19 agosto viene annunciato l'ingaggio dello spagnolo Míchel come nuovo allenatore.

## Maglie e sponsor
Lo sponsor tecnico per la stagione 2015-2016 è Adidas, mentre lo sponsor ufficiale è Inter Sport. La prima maglia è bianca con inserti azzurri, calzoncini e calzettoni bianchi. La seconda maglia è a strisce verticali nere e azzurre, calzoncini e calzettoni neri. La terza maglia è a strisce orizzontali azzurre e blu con inserti bianchi, calzoncini blu e calzettoni azzurri.
| Casa | Trasferta | Terza maglia |

## Rosa
| N. |                          | Ruolo | Calciatore             |
| -- | ------------------------ | ----- | ---------------------- |
| 2  | Spagna (bandiera)        | D     | Javier Manquillo       |
| 3  | Camerun (bandiera)       | D     | Nicolas N'Koulou       |
| 4  | Paesi Bassi (bandiera)   | D     | Karim Rekik            |
| 5  | Francia (bandiera)       | C     | Abou Diaby             |
| 6  | Brasile (bandiera)       | D     | Dória                  |
| 6  | Portogallo (bandiera)    | D     | Rolando                |
| 7  | Argentina (bandiera)     | A     | Lucas Ocampos          |
| 8  | Francia (bandiera)       | C     | Mario Lemina           |
| 8  | Brasile (bandiera)       | C     | Lucas Silva            |
| 9  | Scozia (bandiera)        | A     | Steven Fletcher        |
| 10 | Francia (bandiera)       | C     | Lassana Diarra         |
| 11 | Francia (bandiera)       | C     | Romain Alessandrini    |
| 12 | Armenia (bandiera)       | D     | Gaël Andonian          |
| 13 | Francia (bandiera)       | C     | Rémy Cabella           |
| 14 | Francia (bandiera)       | C     | Georges-Kévin N'Koudou |
| 15 | Francia (bandiera)       | D     | Stéphane Sparagna      |
| 16 | Francia (bandiera)       | P     | Yohann Pelé            |
| 17 | Guinea (bandiera)        | C     | Bouna Sarr             |
| 18 | Nuova Zelanda (bandiera) | D     | Bill Tuiloma           |

| N. |                           | Ruolo | Calciatore                 |
| -- | ------------------------- | ----- | -------------------------- |
| 18 | Cile (bandiera)           | C     | Mauricio Isla              |
| 19 | Marocco (bandiera)        | C     | Abdelaziz Barrada          |
| 20 | Togo (bandiera)           | C     | Alaixys Romao              |
| 22 | Belgio (bandiera)         | A     | Michy Batshuayi            |
| 23 | Francia (bandiera)        | D     | Benjamin Mendy             |
| 24 | Francia (bandiera)        | C     | Florian Thauvin            |
| 25 | Francia (bandiera)        | D     | Baptiste Aloé              |
| 25 | Italia (bandiera)         | D     | Paolo De Ceglie            |
| 26 | Costa d'Avorio (bandiera) | D     | Brice Dja Djédjé           |
| 28 | Francia (bandiera)        | C     | Antoine Rabillard          |
| 29 | Camerun (bandiera)        | C     | André-Frank Zambo Anguissa |
| 30 | Francia (bandiera)        | P     | Steve Mandanda (capitano)  |
| 31 | Francia (bandiera)        | C     | Bilal Boutobba             |
| 32 | Francia (bandiera)        | C     | Maxime Lopez               |
| 33 | Francia (bandiera)        | A     | Billel Omrani              |
| 34 | Francia (bandiera)        | A     | Jérémie Porsan-Clemente    |
| 35 | Francia (bandiera)        | D     | Alphousseyni Sané          |
| 99 | Norvegia (bandiera)       | D     | Eirik Haugan               |

## Calciomercato

### Sessione estiva(dal 09/06 al 31/08)
| Acquisti | Acquisti                   | Acquisti        | Acquisti                            |
| R.       | Nome                       | da              | Modalità                            |
| -------- | -------------------------- | --------------- | ----------------------------------- |
| P        | Yohann Pelé                |                 | svincolato                          |
| D        | Laurent Abergel            | Ajaccio         | fine prestito                       |
| D        | Dória                      | San Paolo       | fine prestito                       |
| D        | Paolo De Ceglie            | Juventus        | prestito                            |
| D        | Eirik Haugan               | Molde           | definitivo                          |
| D        | Javier Manquillo           | Atlético Madrid | prestito                            |
| D        | Karim Rekik                | Manchester City | definitivo (5 milioni €)            |
| D        | Rolando                    | Inter           | definitivo                          |
| C        | Rémy Cabella               | Newcastle       | prestito                            |
| C        | Abou Diaby                 |                 | svincolato                          |
| C        | Lassana Diarra             |                 | svincolato                          |
| C        | Mauricio Isla              | Juventus        | prestito                            |
| C        | Georges-Kévin N'Koudou     | Nantes          | definitivo (1,5 milioni €)          |
| C        | Bouna Sarr                 | Metz            | definitivo (1,5 milioni €)          |
| C        | Lucas Silva                | Real Madrid     | prestito                            |
| C        | André-Frank Zambo Anguissa |                 | svincolato                          |
| A        | Lucas Ocampos              | Monaco          | riscatto cartellino (7,5 milioni €) |
| A        | Modou Sougou               | Evian TG        | fine prestito                       |

| Cessioni | Cessioni            | Cessioni        | Cessioni                        |
| R.       | Nome                | a               | Modalità                        |
| -------- | ------------------- | --------------- | ------------------------------- |
| P        | Julien Fabri        | Bourg-en-Bresse | prestito                        |
| P        | Brice Samba         | Nancy           | prestito                        |
| D        | Laurent Abergel     |                 | svincolato                      |
| D        | Baptiste Aloé       | Valenciennes    | prestito                        |
| D        | Dória               | Granada         | prestito                        |
| D        | Rod Fanni           |                 | svincolato                      |
| D        | Jérémy Morel        |                 | svincolato                      |
| C        | Alef                |                 | svincolato                      |
| C        | Momar Bangoura      |                 | svincolato                      |
| C        | Benoît Cheyrou      |                 | svincolato                      |
| C        | Giannelli Imbula    | Porto           | definitivo (20 milioni €)       |
| C        | Wesley Jobello      |                 | svincolato                      |
| C        | Foued Kadir         | Betis           | riscatto cartellino (600.000 €) |
| C        | Mario Lemina        | Juventus        | prestito                        |
| C        | Alexander N'Doumbou |                 | svincolato                      |
| C        | Florian Thauvin     | Newcastle       | definitivo                      |
| C        | Bill Tuiloma        | Strasburgo      | prestito                        |
| A        | André Ayew          |                 | svincolato                      |
| A        | André-Pierre Gignac |                 | svincolato                      |
| A        | Saber Khalifa       | Club Africain   | rinnovo prestito                |
| A        | Dimitri Payet       | West Ham        | definitivo (15 milioni €)       |
| A        | Modou Sougou        |                 | svincolato                      |

### Sessione invernale(dal 02/01 al 01/02)
| Acquisti | Acquisti        | Acquisti   | Acquisti |
| R.       | Nome            | da         | Modalità |
| -------- | --------------- | ---------- | -------- |
| C        | Florian Thauvin | Newcastle  | prestito |
| A        | Steven Fletcher | Sunderland | prestito |

| Cessioni | Cessioni | Cessioni | Cessioni |
| R.       | Nome     | a        | Modalità |
| -------- | -------- | -------- | -------- |

## Risultati

### Ligue 1

#### Girone d'andata
| Arbitro: | Schneider |

|  |           |            |
|  | Marcatori | 27’ Delort |

| Arbitro: | Bastien |

|            |           |  |
| Traoré 14’ | Marcatori |  |

| Arbitro: | Chapron |

|                                                                        |           |  |
| Barrada 19’ Diarra 47’ Batshuayi 56’, 90’ Ocampos 63’ Alessandrini 88’ | Marcatori |  |

| Arbitro: | Delerue |

|                        |           |  |
| Privat 72’ Benezet 89’ | Marcatori |  |

| Arbitro: | Rainville |

|                                               |           |             |
| Mendy 15’ Alessandrini 46’, 66’ Batshuayi 70’ | Marcatori | 78’ Brandão |

| Arbitro: | Buquet |

|           |           |                      |
| Rekik 68’ | Marcatori | 25’ (rig.) Lacazette |

| Arbitro: | Gautier |

|                 |           |               |
| Braithwaite 67’ | Marcatori | 90’ Batshuayi |

| Arbitro: | Lesage |

|                      |           |                               |
| Batshuayi 79’ (rig.) | Marcatori | 38’ (rig.) Mangani 70’ Thomas |

| Arbitro: | Bastien |

|                                    |           |               |
| Ibrahimović 41’ (rig.), 44’ (rig.) | Marcatori | 30’ Batshuayi |

| Arbitro: | Moreira |

|                      |           |               |
| Batshuayi 21’ (rig.) | Marcatori | 37’ Moukandjo |

| Arbitro: | Chapron |

|             |           |                                |
| Corchia 71’ | Marcatori | 37’ Batshuayi 56’ Alessandrini |

| Arbitro: | Jaffredo |

|  |           |              |
|  | Marcatori | 53’ N'Koudou |

| Arbitro: | Gautier |

|  |           |             |
|  | Marcatori | 16’ Germain |

| Arbitro: | Fautrel |

|  |           |                            |
|  | Marcatori | 41’ Batshuayi 51’ N'Koudou |

| Arbitro: | Turpin |

|                                             |           |                                |
| Alessandrini 12’ Batshuayi 51’ N'Koudou 82’ | Marcatori | 18’, 39’ A. Touré 72’ Coentrão |

| Arbitro: | Chapron |

|  |           |             |
|  | Marcatori | 21’ Cabella |

| Arbitro: | Varela |

|                      |           |                |
| Cabella 48’ Sarr 72’ | Marcatori | 32’, 56’ Ninga |

| Arbitro: | Rainville |

|               |           |                 |
| Batshuayi 38’ | Marcatori | 19’ (rig.) Zoua |

| Arbitro: | Bastien |

|            |           |           |
| Khazri 57’ | Marcatori | 56’ Romao |

#### Girone di ritorno
| Marsiglia 10 gennaio 2016, ore 21:00 CET 20ª giornata | Olympique Marsiglia | 0 – 0 referto | Guingamp | Stade Vélodrome (38.948 spett.)\| Arbitro: \| Fautrel \| |
| Arbitro:                                              | Fautrel             |               |          |                                                          |

| Arbitro: | Delerue |

|             |           |                                     |
| Rodelin 67’ | Marcatori | 12’ Batshuayi 60’ N'Koudou 83’ Sarr |

| Arbitro: | Gautier |

|             |           |             |
| Tolisso 78’ | Marcatori | 64’ Cabella |

| Arbitro: | Bastien |

|                 |           |             |
| Rabillard 90+6’ | Marcatori | 57’ Corchia |

| Arbitro: | Chapron |

|  |           |              |
|  | Marcatori | 68’ N'Koudou |

| Arbitro: | Buquet |

|             |           |                             |
| Cabella 25’ | Marcatori | 2’ Ibrahimović 71’ Di María |

| Arbitro: | Millot |

|             |           |          |
| Germain 58’ | Marcatori | 28’ Isla |

| Arbitro: | Turpin |

|                 |           |                   |
| Batshuayi 90+4’ | Marcatori | 85’ Monnet-Paquet |

| Arbitro: | Lannoy |

|           |           |             |
| Larbi 85’ | Marcatori | 80’ Cabella |

| Arbitro: | Rainville |

|                    |           |                |
| Somália 74’ (aut.) | Marcatori | 55’ Ben Yedder |

| Arbitro: | Buquet |

|           |           |          |
| Waris 34’ | Marcatori | 46’ Isla |

| Arbitro: | Moreira |

|                         |           |                                                |
| Thauvin 20’ Rolando 50’ | Marcatori | 4’, 59’ Gourcuff 9’ Diagne 14’ Dembélé 77’ Sio |

| Arbitro: | Jaffredo |

|                                   |           |               |
| Rekik 47’ (aut.) Danic 56’ (rig.) | Marcatori | 77’ Batshuayi |

| Marsiglia 10 aprile 2016, ore 21:00 CEST 33ª giornata | Olympique Marsiglia | 0 – 0 referto | Bordeaux | Stade Vélodrome (43.344 spett.)\| Arbitro: \| Schneider \| |
| Arbitro:                                              | Schneider           |               |          |                                                            |

| Arbitro: | Gautier |

|                     |           |                 |
| Silva 47’ Raggi 75’ | Marcatori | 90+3’ Batshuayi |

| Arbitro: | Lannoy |

|             |           |                     |
| Thauvin 49’ | Marcatori | 31’ (aut.) N'Koulou |

| Arbitro: | Chapron |

|  |           |               |
|  | Marcatori | 24’ Batshuayi |

| Arbitro: | Rainville |

|               |           |  |
| Batshuayi 56’ | Marcatori |  |

| Arbitro: | Letexier |

|           |           |              |
| Camus 10’ | Marcatori | 61’ Fletcher |

### Coupe de France

#### Fase a eliminazione diretta
| Arbitro: | Miguelgorry |

|                                |                      |                          |
| Féret Ben Youssef Yahia Bessat | Tiri di rigore 1 – 3 | Diarra Rolando Batshuayi |

| Arbitro: | Jaffredo |

|                                      |           |  |
| Bensebaini 41’ (aut.) Dja Djédjé 54’ | Marcatori |  |

| Arbitro: | Lesage |

|  |           |                               |
|  | Marcatori | 34’ Alessandrini 86’ Fletcher |

| Arbitro: | Schneider |

|  |           |               |
|  | Marcatori | 50’ Batshuayi |

| Arbitro: | Millot |

|  |           |             |
|  | Marcatori | 49’ Thauvin |

| Arbitro: | Turpin |

|                           |           |                                                   |
| Thauvin 12’ Batshuayi 87’ | Marcatori | 3’ Matuidi 47’ (rig.), 82’ Ibrahimović 57’ Cavani |

### Coupe de la Ligue

#### Fase a eliminazione diretta
| Arbitro: | Jochem |

|                                   |           |                                  |
| Boussaha 27’ (rig.), 90+3’ (rig.) | Marcatori | 13’ Sarr 50’ Ocampos 75’ Cabella |

| Arbitro: | Millot |

|                                |           |              |
| Ben Yedder 25’ Braithwaite 99’ | Marcatori | 27’ N'Koudou |

### Europa League

#### Fase a gironi
| Arbitro: | Aranovsky |

|  |           |                                           |
|  | Marcatori | 25’ N'Koudou 40’ Ocampos 61’ Alessandrini |

| Arbitro: | Es'kov |

|  |           |            |
|  | Marcatori | 84’ Coufal |

| Arbitro: | Tudor |

|                                        |           |                                |
| Hassan 61’ Wilson Eduardo 77’ Alan 88’ | Marcatori | 84’ Alessandrini 87’ Batshuayi |

| Arbitro: | Göçek |

|              |           |  |
| N'Koudou 39’ | Marcatori |  |

| Arbitro: | Treimanis |

|                            |           |            |
| N'Koudou 28’ Batshuayi 88’ | Marcatori | 50’ Maduro |

| Arbitro: | Schörgenhofer |

|                            |           |                                                      |
| Bakoš 75’ (rig.) Šural 76’ | Marcatori | 14’ Batshuayi 43’ N'Koudou 48’ Barrada 90+4’ Ocampos |

#### Fase a eliminazione diretta
| Arbitro: | Thomson |

|  |           |            |
|  | Marcatori | 54’ Aduriz |

| Arbitro: | Kul'bakoŭ |

|            |           |               |
| Merino 81’ | Marcatori | 40’ Batshuayi |

## Statistiche

### Statistiche di squadra
| Competizione      | Punti | In casa | In casa | In casa | In casa | In casa | In casa | In trasferta | In trasferta | In trasferta | In trasferta | In trasferta | In trasferta | Totale | Totale | Totale | Totale | Totale | Totale | DR  |
| Competizione      | Punti | G       | V       | N       | P       | Gf      | Gs      | G            | V            | N            | P            | Gf           | Gs           | G      | V      | N      | P      | Gf     | Gs     | DR  |
| ----------------- | ----- | ------- | ------- | ------- | ------- | ------- | ------- | ------------ | ------------ | ------------ | ------------ | ------------ | ------------ | ------ | ------ | ------ | ------ | ------ | ------ | --- |
| Ligue 1           | 48    | 19      | 3       | 11      | 5       | 27      | 24      | 19           | 7            | 7            | 5            | 21           | 18           | 38     | 10     | 18     | 10     | 48     | 42     | +6  |
| Coupe de France   | -     | 1       | 1       | 0       | 0       | 2       | 0       | 4            | 3            | 1            | 0            | 4            | 0            | 6      | 4      | 1      | 1      | 8      | 4      | +2  |
| Coupe de la Ligue | -     | -       | -       | -       | -       | -       | -       | 2            | 1            | 0            | 1            | 4            | 4            | 2      | 1      | 0      | 1      | 4      | 4      | 0   |
| Europa League     | -     | 4       | 2       | 0       | 2       | 3       | 3       | 4            | 2            | 1            | 1            | 10           | 6            | 8      | 4      | 1      | 3      | 13     | 9      | +4  |
| Totale            | -     | 24      | 6       | 11      | 7       | 32      | 27      | 29           | 13           | 9            | 7            | 39           | 28           | 54     | 19     | 20     | 15     | 73     | 59     | +14 |

### Andamento in campionato
| Giornata  | 1  | 2  | 3  | 4  | 5  | 6  | 7  | 8  | 9  | 10 | 11 | 12 | 13 | 14 | 15 | 16 | 17 | 18 | 19 | 20 | 21 | 22 | 23 | 24 | 25 | 26 | 27 | 28 | 29 | 30 | 31 | 32 | 33 | 34 | 35 | 36 | 37 | 38 |
| --------- | -- | -- | -- | -- | -- | -- | -- | -- | -- | -- | -- | -- | -- | -- | -- | -- | -- | -- | -- | -- | -- | -- | -- | -- | -- | -- | -- | -- | -- | -- | -- | -- | -- | -- | -- | -- | -- | -- |
| Luogo     | C  | T  | C  | T  | C  | C  | T  | C  | T  | C  | T  | T  | C  | T  | C  | T  | C  | C  | T  | C  | T  | T  | C  | T  | C  | T  | C  | T  | C  | T  | C  | T  | C  | T  | C  | T  | C  | T  |
| Risultato | P  | P  | V  | P  | V  | N  | N  | P  | P  | N  | V  | V  | P  | V  | N  | V  | N  | N  | N  | N  | V  | N  | N  | V  | P  | N  | N  | N  | N  | N  | P  | P  | N  | P  | N  | V  | V  | N  |
| Posizione | 17 | 19 | 13 | 15 | 11 | 12 | 13 | 15 | 16 | 16 | 14 | 12 | 13 | 12 | 11 | 8  | 9  | 9  | 10 | 11 | 8  | 8  | 10 | 8  | 10 | 11 | 11 | 10 | 10 | 10 | 12 | 13 | 14 | 15 | 16 | 13 | 13 | 13 |

Fonte:  Classements, su lfp.fr, LFP.
Legenda:

Luogo: C = Casa; T = Trasferta. Risultato: V = Vittoria; N = Pareggio; P = Sconfitta.

### Statistiche dei giocatori
| Giocatore          | Ligue 1  | Ligue 1 | Ligue 1     | Ligue 1    | Coupe de France Coupe de la Ligue | Coupe de France Coupe de la Ligue | Coupe de France Coupe de la Ligue | Coupe de France Coupe de la Ligue | Europa League | Europa League | Europa League | Europa League | Totale   | Totale | Totale      | Totale     |
| Giocatore          | Presenze | Reti    | Ammonizioni | Espulsioni | Presenze                          | Reti                              | Ammonizioni                       | Espulsioni                        | Presenze      | Reti          | Ammonizioni   | Espulsioni    | Presenze | Reti   | Ammonizioni | Espulsioni |
| ------------------ | -------- | ------- | ----------- | ---------- | --------------------------------- | --------------------------------- | --------------------------------- | --------------------------------- | ------------- | ------------- | ------------- | ------------- | -------- | ------ | ----------- | ---------- |
| R. Alessandrini    | 22       | 5       | 1           | 2          | 2+0                               | 1+0                               | 0                                 | 0                                 | 6             | 2             | 0             | 0             | 30       | 8      | 1           | 2          |
| B. Aloé            | 0        | 0       | 0           | 0          | -                                 | -                                 | -                                 | -                                 | -             | -             | -             | -             | 0        | 0      | 0           | 0          |
| G. Andonian        | 0        | 0       | 0           | 0          | -                                 | -                                 | -                                 | -                                 | -             | -             | -             | -             | 0        | 0      | 0           | 0          |
| A. Barrada         | 24       | 1       | 5           | 2          | 5+0                               | 0                                 | 2+0                               | 0                                 | 6             | 1             | 2             | 0             | 35       | 2      | 9           | 2          |
| M. Batshuayi       | 36       | 17      | 8           | 0          | 5+2                               | 2+0                               | 0                                 | 0                                 | 7             | 4             | 1             | 0             | 50       | 23     | 9           | 0          |
| R. Cabella         | 34       | 5       | 9           | 0          | 4+1                               | 0+1                               | 1+0                               | 0                                 | 6             | 0             | 3             | 0             | 45       | 6      | 13          | 0          |
| P. De Ceglie       | 7        | 0       | 1           | 0          | 3+1                               | 0                                 | 0                                 | 0                                 | 1             | 0             | 0             | 0             | 12       | 0      | 1           | 0          |
| A. Diaby           | 3        | 0       | 0           | 0          | 1+0                               | 0                                 | 0                                 | 0                                 | -             | -             | -             | -             | 4        | 0      | 0           | 0          |
| L. Diarra          | 26       | 1       | 4           | 0          | 2+1                               | 0                                 | 1+0                               | 0                                 | 4             | 0             | 1             | 0             | 33       | 1      | 6           | 0          |
| B. Dja Djédjé      | 19       | 0       | 2           | 0          | 2+0                               | 1+0                               | 1+0                               | 0                                 | 3             | 0             | 0             | 0             | 24       | 1      | 3           | 0          |
| Dória              | 0        | 0       | 0           | 0          | -                                 | -                                 | -                                 | -                                 | -             | -             | -             | -             | 0        | 0      | 0           | 0          |
| S. Fletcher        | 12       | 1       | 1           | 0          | 4+0                               | 1+0                               | 0                                 | 0                                 | 2             | 0             | 0             | 0             | 18       | 2      | 1           | 0          |
| E. Haugan          | -        | -       | -           | -          | -                                 | -                                 | -                                 | -                                 | -             | -             | -             | -             | -        | -      | -           | -          |
| M. Isla            | 23       | 2       | 1           | 0          | 5+2                               | 0                                 | 0                                 | 0                                 | 8             | 0             | 1             | 0             | 38       | 2      | 2           | 0          |
| M. Lemina          | 4        | 0       | 1           | 0          | -                                 | -                                 | -                                 | -                                 | -             | -             | -             | -             | 4        | 0      | 1           | 0          |
| M. Lopez           | -        | -       | -           | -          | -                                 | -                                 | -                                 | -                                 | -             | -             | -             | -             | -        | -      | -           | -          |
| S. Mandanda        | 36       | -40     | 5           | 0          | 6+0                               | -4                                | 0                                 | 0                                 | 8             | -9            | 1             | 0             | 50       | -53    | 6           | 0          |
| J. Manquillo       | 31       | 0       | 2           | 0          | 6+2                               | 0                                 | 0                                 | 0                                 | 4             | 0             | 0             | 0             | 43       | 0      | 2           | 0          |
| B. Mendy           | 24       | 1       | 7           | 1          | 4+1                               | 0                                 | 2+0                               | 0                                 | 7             | 0             | 2             | 0             | 36       | 1      | 11          | 1          |
| G. N'Koudou        | 28       | 5       | 1           | 0          | 4+1                               | 0+1                               | 0                                 | 0                                 | 7             | 4             | 1             | 0             | 40       | 10     | 2           | 0          |
| N. N'Koulou        | 33       | 0       | 7           | 1          | 4+0                               | 0                                 | 1+0                               | 0                                 | 5             | 0             | 2             | 0             | 42       | 0      | 10          | 1          |
| L. Ocampos         | 17       | 1       | 0           | 0          | 1+1                               | 0+1                               | 0                                 | 0                                 | 6             | 2             | 2             | 0             | 25       | 4      | 2           | 0          |
| B. Omrani          | -        | -       | -           | -          | -                                 | -                                 | -                                 | -                                 | -             | -             | -             | -             | -        | -      | -           | -          |
| Y. Pelé            | 2        | -2      | 0           | 0          | 0+2                               | -4                                | 0                                 | 0                                 | -             | -             | -             | -             | 4        | -6     | 0           | 0          |
| J. Porsan-Clemente | 1        | 0       | 0           | 0          | -                                 | -                                 | -                                 | -                                 | -             | -             | -             | -             | 1        | 0      | 0           | 0          |
| A. Rabillard       | 3        | 1       | 1           | 0          | 1+1                               | 0                                 | 0                                 | 0                                 | -             | -             | -             | -             | 5        | 1      | 1           | 0          |
| K. Rekik           | 24       | 1       | 4           | 0          | 6+1                               | 0                                 | 0                                 | 1+0                               | 5             | 0             | 2             | 0             | 36       | 1      | 6           | 1          |
| Rolando            | 18       | 1       | 4           | 0          | 4+1                               | 0                                 | 1+1                               | 0                                 | 5             | 0             | 0             | 0             | 28       | 1      | 6           | 0          |
| A. Romao           | 24       | 1       | 6           | 2          | 3+2                               | 0                                 | 0+1                               | 0                                 | 5             | 0             | 2             | 0             | 34       | 1      | 9           | 2          |
| A. Sané            | 0        | 0       | 0           | 0          | 0+1                               | 0                                 | 0                                 | 0                                 | -             | -             | -             | -             | 1        | 0      | 0           | 0          |
| B. Sarr            | 25       | 2       | 0           | 0          | 3+2                               | 0+1                               | 1+0                               | 0                                 | 3             | 0             | 0             | 0             | 33       | 3      | 1           | 0          |
| L. Silva           | 22       | 0       | 2           | 0          | 3+2                               | 0                                 | 0                                 | 0                                 | 6             | 0             | 0             | 0             | 33       | 0      | 2           | 0          |
| S. Sparagna        | 7        | 0       | 3           | 0          | 1+2                               | 0                                 | 0+2                               | 0                                 | 4             | 0             | 1             | 0             | 14       | 0      | 6           | 0          |
| F. Thauvin         | 16       | 2       | 0           | 1          | 4+0                               | 2+0                               | 0                                 | 0                                 | 2             | 0             | 0             | 0             | 22       | 4      | 0           | 1          |
| B. Tuiloma         | 0        | 0       | 0           | 0          | -                                 | -                                 | -                                 | -                                 | -             | -             | -             | -             | 0        | 0      | 0           | 0          |
| A. Zambo Anguissa  | 9        | 0       | 0           | 0          | 1+2                               | 0                                 | 0                                 | 0                                 | 1             | 0             | 0             | 0             | 13       | 0      | 0           | 0          |